# 10,000 Days
10,000 Days (en español: 10,000 días) es el cuarto álbum de estudio de la banda estadounidense Tool. Fue publicado de manera anticipada el 28 de abril de 2006 a través de Tool Dissectional y Volcano en países europeos. Los sencillos desprendidos del álbum fueron «Vicarious», «The Pot» y «Jambi».
A pesar de filtraciones, el álbum obtuvo ventas de 564 000 en su primera semana, liderando nuevamente la lista Billboard 200. En cuanto a las críticas del álbum son, en general, menos favorables que la de sus anteriores discos. Una gira de acompañamiento fue presentada en Estados Unidos, Europa, Australia, Japón y Nueva Zelanda.

## Antecedentes
Después de otro prolongado descanso, durante el cual Keenan se reincorporó a A Perfect Circle para grabar y hacer una gira, se volvió a unir a sus compañeros para trabajar en un nuevo disco. Los rumores acerca del nombre del nuevo disco (se llegó a rumorear como posible nombre el título Teleincision) aparecieron, al igual que algunos detalles del nuevo material, como la influencia de sus compañeros del tour de Lateralus, Meshuggah. Finalmente, en el sitio web oficial de la banda apareció el nombre del nuevo álbum: 10,000 Days.
Sin embargo, los rumores acerca del nuevo disco no desaparecieron, hasta se llegó a especular que la banda había creado un disco “señuelo”, un álbum falso que engañaría a la audiencia hasta el lanzamiento 13. Las aguas se calmaron cuando una copia del álbum se filtró ilegalmente en las redes de intercambio de archivos, anticipando el lanzamiento dos semanas.

## Concepto
El título 10 000 días posee dos significados. Uno se refiere aproximadamente al período orbital del planeta Saturno (el período de tiempo real es 10 759 días), que suma 27 años y medio, según Keenan, “el momento en que se te presenta la oportunidad de transformarte de lo que sea sus complejos fueron antes para dejar que la luz del conocimiento y la experiencia aligeren su carga, por así decirlo, y dejen atrás viejos patrones y abracen una nueva vida”. El otro significado, hace referencia a la madre de Maynard, Judith Mary, quién sufrió un derrame cerebral y permaneció paralizada por 27 años hasta su fallecimiento en 2003.
Keenan comenta haber intentado reconectar con la energía presente en sus álbumes iniciales, notando que «The Pot» y «Jambi» son de sus canciones favoritas al momento de tocar. De manera retrospectiva, Keenan ha comentado que las piezas «Wings for Marie (Pt. 1)» y «10,000 Days (Wings Pt. 2)» fueron un “error que no volvería a repetir”, debido a lo agotador que le resultó desarrollar el contenido lírico, tanto emocional, mental y físicamente.
Sobre la brecha de cinco años entre álbumes, Jones aclara que nuevamente las causas judiciales ralentizaron el proceso de composición. Al hablar sobre la percepción de realizar álbumes conceptuales, Jones describe que la duración de sus canciones permite desarrollar un aspecto más cinemático, como un banda sonora.

## Grabación
El álbum fue grabado en O'Henry Sound Studios en Burbank, California, así como en The Loft y Grandmaster Studios en Hollywood, California. Fue mezclado en Bay 7 en North Hollywood, CA y masterizado en Gateway Mastering Studios en Portland, Maine. El número de junio de 2006 de Guitar World (lanzado el 11 de abril de 2006) presentó una entrevista con el guitarrista Adam Jones sobre el nuevo álbum. Jones explicó que las técnicas de grabación para el álbum incluían el uso de un "micrófono de bomba de tubo" (una pastilla de guitarra montada dentro de un cilindro de latón), y un solo de guitarra de talk box en la canción «Jambi». El "micrófono de bomba de tubo" y otra información relacionada con el estudio se detallaron en la edición de Mix del 1 de junio de 2006. El baterista Danny Carey manejó muchos de los efectos de sonido en las pistas de interludio en el álbum usando unas baterías electrónicas propias llamadas Mandalas.

## Lista de canciones
Todas las letras escritas por Maynard James Keenan, toda la música compuesta por Tool. 
| N.º   | Título                      | Duración |  |
| 1.    | «Vicarious»                 | 7:06     |  |
| 2.    | «Jambi»                     | 7:28     |  |
| 3.    | «Wings for Marie (Pt 1)»    | 6:11     |  |
| 4.    | «10,000 Days (Wings Pt 2)»  | 11:13    |  |
| 5.    | «The Pot»                   | 6:21     |  |
| 6.    | «Lipan Conjuring»           | 1:11     |  |
| 7.    | «Lost Keys (Blame Hofmann)» | 3:46     |  |
| 8.    | «Rosetta Stoned»            | 11:11    |  |
| 9.    | «Intension»                 | 7:21     |  |
| 10.   | «Right in Two»              | 8:55     |  |
| 11.   | «Viginti Tres»              | 5:02     |  |
| 75:45 |                             |          |  |

## Créditos y personal
Tool
- Maynard James Keenan – voces.
- Adam Jones – guitarras, sitar, talk box en «Jambi».
- Justin Chancellor – bajo, guitarras adicionales (7).
- Danny Carey – batería, percusión, tabla.

Músicos adicionales
- Lustmord – efectos en «10,000 Days (Wings Pt 2)».
- Bill McConnell – voces en «Lipan Conjuring».
- Pete Riedling – voz de “Doctor Watson” en «Lost Keys (Blame Hofmann)».
- Camella Grace – voz de “Enfermera” en «Lost Keys (Blame Hofmann)».

Apoyo y producción
- “Evil” Joe Barresi – ingeniería y mezcla.
- Adam Jones – dirección de arte.
- Alex Grey – ilustraciones.
- Bob Ludwig – masterización.
- Mackie Osborne – diseño, layout.
- Travis Shinn – fotografía.

## Certificaciones
| País (Certificador) | Certificación | Ventas certificadas |
| --- | ------------- | ------------------- |
| Alemania (BVMI) | Oro           | 100 000*            |
| Australia (ARIA) | Platino       | 70 000*             |
| Bélgica (BEA) | Oro           | 25 000*             |
| Canadá (Music Canada) | Platino       | 100 000*            |
| Estados Unidos (RIAA) | 2× Platino    | 2 000 000*          |
| Irlanda (IRMA) | Oro           | 7 500*              |
| Polonia (ZPAV) | Oro           | 10 000*             |
| Reino Unido (BPI) | Oro           | 100 000*            |
| ^cifras de envíos basadas únicamente en la certificación xcifras no especificadas basadas únicamente en la certificación |               |                     |